# Портрет Дориана Грея
«Портре́т Дориа́на Гре́я» (англ. The Picture of Dorian Gray) — роман ирландского писателя и драматурга Оскара Уайльда.
В жанровом отношении представляет смесь романа воспитания с моральной притчей; оказался самым успешным произведением Уайльда, экранизировался в разных странах мира более 30 раз. Существует в трёх версиях — журнальный вариант в тринадцати главах, опубликованный в Lippincott’s Monthly Magazine в июле 1890 года, подвергшийся сокращениям, сделанным редактором журнала; первое книжное издание в двадцати главах (апрель 1891 года), в которое автором были добавлены главы III, V, XV—XVIII, а последняя глава разделена на две, ставшие главами XIX и XX и «бесцензурная» версия романа в тринадцати главах, представляющая собой первоначальную оригинальную машинопись Уайльда, впервые опубликованную в 2011 году Издательством Гарвардского университета. В основе всех изданий на английском языке и переводов лежит книжная версия 1891 года.

## Сюжет
Художник Бэзил Холлуорд пишет портрет молодого и прекрасного Дориана Грея. Любуясь своим изображением, юноша выражает желание, чтобы портрет старел, а он всегда оставался молодым. Дориан знакомится с другом Бэзила, лордом Генри Уоттоном — саркастичным гедонистом, презирающим традиционные викторианские ценности, и попадает под влияние его порочных идей. Дориан влюбляется в актрису, юную красавицу Сибилу Вэйн, но после провала спектакля, на который он пригласил лорда Генри и Бэзила, он объявляет влюблённой в него актрисе о разрыве. Вернувшись домой, он обнаруживает, что в очертаниях губ на портрете появилась складка жестокости, в то время сам Дориан не изменился. Он понимает, что повёл себя плохо, и решает жениться на Сибиле, но лорд Генри сообщает, что она покончила жизнь самоубийством. Генри удаётся развеять сожаления Дориана.
Поддавшись дурному влиянию Генри, Дориан предаётся порокам и разврату. Он видит всё новые изменения на портрете, сам он при этом сохраняет всю красоту молодости.
Спустя несколько лет Бэзил случайно встречает на улице Дориана и настаивает на беседе с ним. Бэзил рассказывает Дориану о кошмарной репутации, которую тот приобрёл. Бэзил не верит рассказам о Дориане, он считает, что пороки человека неизбежно отражаются на его внешности. Однако Дориан сохранил всю красоту своей молодости, что разрушает теорию Бэзила. Бэзил требует откровенного ответа, на что Дориан показывает портрет, на котором изображён отталкивающий постаревший человек, на лице которого отражены его пороки. Бэзил узнаёт свою работу и с ужасом осознаёт, что все слухи о Дориане — правда. Озлобленный Грей убивает Холлуорда. Шантажируя своего бывшего друга учёного Кэмпбелла, Дориан заставляет его уничтожить труп.
Дориан отправляется в притон в дальнюю часть города, где встречает одну из погубленных им женщин. Она называет его Прекрасным Принцем. Услышав это прозвище, задремавший в притоне моряк Джеймс Вэйн вскакивает и догоняет на улице Дориана. Он собирается застрелить Грея, обвиняя его в погибели сестры, но к Дориану приходит спасительная догадка, он просит Вэйна отвести его под свет фонаря. Моряк понимает, что молодой человек не мог погубить его сестру 18 лет назад, и отпускает Дориана. Однако к нему подходит падшая женщина и рассказывает, что Прекрасному Принцу гораздо больше лет, Вэйн осознаёт свою ошибку. Он выслеживает Дориана на охоте, но случайно попадает под выстрел компаньона Дориана. Кэмпбелл кончает с жизнью, общество считает, что Бэзил пропал в Париже.
Дориан решает измениться к лучшему. Сделав, по его мнению, доброе дело — отпустив влюбившуюся в него крестьянскую девушку, не обесчестив её, — он идёт к портрету, надеясь, что тот стал лучше, но, взглянув на него, понимает, что его помыслами руководит лишь тщеславие. Исходя из желания избавиться от единственного свидетеля своих грехов и прекратить это таинственное существование души в портрете, Дориан решает уничтожить портрет. Он вонзает нож в портрет. Слышится ужасный крик. Два прохожих джентльмена слышат этот крик и зовут полисмена, но узнав, кому принадлежит этот дом, с презрением переглядываются и уходят.
Слуги проникают в комнату и находят нетронутый портрет, на котором изображён их хозяин во всём цвете молодости и красоты, а рядом с портретом труп пожилого человека с ножом в груди с увядшим и отталкивающим лицом (возраст Дориана Грея на момент смерти составляет около тридцати восьми лет). «Только по кольцам на руках» они узнают, кто это.

## Главные персонажи
- Дориан Грей[англ.] — юноша, наделённый невероятной красотой. «Ему уже минуло 20 лет»[5]. Попав под влияние идей нового гедонизма, проповедуемых лордом Генри, посвятил свою жизнь жажде наслаждений и порока. В нём сочетаются тонкий эстет, даже романтик и порочный развратник, способный на преступление. Эти две противоположные стороны его характера находятся в постоянной борьбе друг с другом. Данная двойственность героя характерна для многих готических романов.
- Бэ́зил Хо́ллуорд — художник, написавший портрет Дориана Грея. Его отличает крайняя привязанность к Дориану Грею, в котором он видит идеал красоты и человека. Обречённый погибнуть от его руки, художник является проигравшим ангелом-хранителем Дориана. Со смертью Бэзила и Дориан Грей становится беззащитен.
- Лорд Ге́нри Уо́ттон — аристократ, проповедник идей нового гедонизма, «принц Парадоксов». Его парадоксальное, противоречивое мышление, изливающееся едкими афоризмами, проникнуто критикой на всё викторианское английское общество. Выступает в роли своеобразного Мефистофеля для Дориана Грея.
- Сиби́ла Вэйн — актриса, «девушка лет семнадцати»[6]. До встречи с Дорианом жила в своём выдуманном мире, мире театра, была талантливой актрисой. Вспыхнувшая любовь показала ей всю искусственность её мира, где она не жила, а только играла. С первым ярким чувством в душе Сибилы резко пропадает актёрский талант, так как она пытается вырваться из мира иллюзий в мир настоящей страсти. Разочарование Дориана на спектакле приводит её к внезапному самоубийству.
- Джеймс Вэйн — брат Сибилы на год младше её, желает отправиться моряком в Австралию[7]. Джеймс — суровый и грубоватый, бедно одетый молодой человек военной выправки, ревнующий экзальтированную и влюблённую Сибилу к неприятному ему богатому аристократу Дориану Грею. После самоубийства сестры Джеймс потерял смысл жизни и живёт лишь желанием мести.

## Источники вдохновения

Памятник Оскару Уайльду с лицом, искажённым усмешкой. Аллюзия на Дориана Грея. Дублин